# ساگامور استیونین
ساگامور استیونین (انگلیسی: Sagamore Stévenin؛ زادهٔ ۹ مهٔ ۱۹۷۴) بازیگر اهل فرانسه است.
از فیلم‌ها یا برنامه‌های تلویزیونی که وی در آن نقش داشته‌است می‌توان به رمانتیک اشاره کرد.